# Метелкино (Липецкая область)
Метелкино — деревня Измалковского района Липецкой области России. Входит в состав Измалковского сельсовета.

## География
Деревня Метелкино расположена восточнее деревни Ребриково.

## Население
| 2010 |
| ---- |
| 1    |

## Инфраструктура
Личное подсобное хозяйство.

## Транспорт
На севере от деревни проходит железнодорожная линия и автомобильная дорога 42К-394. В деревню заходит просёлочная дорога.